# Peperomia variifolia
Peperomia variifolia är en pepparväxtart som beskrevs av C. Dc.. Peperomia variifolia ingår i släktet peperomior, och familjen pepparväxter. Inga underarter finns listade i Catalogue of Life.